# 香港公務員房屋資助制度
香港公務員房屋資助制度，是香港公務員的員工福利之一。按照資助方式分類，有關津貼大致可分為公務員宿舍、合作社建屋、各類現金資助、首期貸款，以及公務員申請公營房屋配額五類。有關房屋津貼的事務，主要由公務員事務局轄下的「住屋資助及編制政策部」負責，並與有關的政府部門合作。

## 津貼類別
歷來的香港公務員房屋津貼可分為五種：
- 公務員宿舍：主要分為非部隊宿舍、紀律部隊宿舍，以及高級公務員宿舍三類。
- 建屋合作社：供本地公務員自行組建合作社，向政府申請撥地興建宿舍。與一般公務員宿舍不同，此制度下的單位由他們共同持有，並可於合作社解散及補地價後轉為私人住宅[4]。
- 現金資助：在新、舊制度中，現金資助分為三類：
  - 居所資助計劃/自置居所資助計劃：供2000年前入職的公務員以「實報實銷」方式領取資助，以償還樓宇按揭，為期10年。
  - 自行租屋津貼：1990年前入職、薪金為34點或以上的公務員，可以「實報實銷」方式領取租金資助，但需向政府繳交薪金7.5%作為租金。
  - 非實報實銷現金資助計劃：供2000年後入職的公務員，在任職期間領取按資助表規定的定額資助。與舊制一樣，此等資助為期10年，而且資助條件仍以總薪級第34點作分水嶺。
- 首期貸款：只適用於2000年前入職的公務員，在置業時向政府借款以支付首期，並可分10年歸還。
- 公共房屋配額：供任職滿兩年的基層公務員[5]在申請出租公屋時獲得指定配額，以更快獲編配出租公屋，而且可於離職或退休後繼續居住[6]。此外，基層公務員亦可在申請居屋時獲相關綠表配額，但申請人數偏少（大概只及申請出租公屋配額的5%）[7]。

## 歷史變遷

### 體制建立
香港公務員的住屋資助制度，早於1950年代已經開始實施。當時，政府除了會向英國駐港公務員提供宿舍，亦容許本地公務員組建建屋合作社，以興建由他們共同持有的政府宿舍。
到了1960-70年代，基層公務員住屋資助制度亦開始建立：當時，房協撥出了漁光邨和明華大廈部分單位，以供無力置業的基層公務員優先入住。其後，香港屋宇建設委員會亦為他們申請政府廉租屋或廉租屋邨，劃定了每年15%的配額，以保障他們的住屋權益。至此，一套完整的公務員住屋資助體系大致成形。

### 逐漸轉變
由於公務員本地化政策，導致外地派駐香港的公務員人數減少，加上成本效益的考量，公務員住屋資助政策的形式於1980-2000年代逐步改變，而是次轉變大致可分為三個階段。
首階段改革於約1980年代中開始。由於公務員合作社房屋（公務員樓）的管理複雜，加上政府在此投入大量土地成本（有關宿舍地價為市價的三分之一，而且合作社可向政府申請貸款，以清付地價及建築費；而由於補地價難度較高，不少業主因而不願將「公務員樓」改為私人住宅，政府亦因此難以收回土地成本），此計劃於1980年代中終止。與此同時，政府改為在各區購入不少豪宅，以滿足「公務員樓」政策取消後的公務員住屋需求。
第二階段改革於1990年開始。當時，政府規定自同年10月1日起聘用的高級公務員不能申請宿舍，並以「實報實銷」的自置房屋或租屋津貼替代。由此，公務員房屋資助體制，開始走向以現金資助為主的道路。
而第三階段改革則與2000年6月推出的「公務員改革」政策一併實施，形成現今的公務員房屋資助制度。在此制度中，租屋及自置房屋的資助合二為一，並改為按「資助表」發放定額津貼；此外，自同年6月1日起受聘的公務員當中，只有紀律部隊人員才可申請宿舍。

## 爭議

### 過剩宿舍資源未能善用
自從1990年及2000年兩輪的公務員房屋資助制度改革後，合資格入住宿舍的公務員數目減少，不少宿舍因而騰空。按照1996年訂立的相關規定，被評定為過剩的高級公務員宿舍理應盡快出售。但是，政府多年來被指出售高級公務員宿舍的速度偏慢，而其他過剩宿舍資源亦未有善用。

### 紀律部隊人員退休後住屋問題
目前，所有即將退休的紀律部隊員佐級人員，均可申請出租公屋或居屋綠表配額。但是，由於輪候人數不斷增加，而配額並未相應增加，導致相關人員輪候公營房屋的時間不斷延長；由於他們可以在派樓後才遷出宿舍，此問題亦影響新入職的員佐級人員輪候宿舍的進度。

## 外部參考
1. ↑  .   [2020-08-18]. （原始内容存档于2019-10-20）. （页面存档备份，存于）
2. ↑  .   [2020年8月18日]. （原始内容存档于2019年10月20日）. （页面存档备份，存于）
3. ↑  .   [2020年8月18日]. （原始内容存档于2019年10月20日）. （页面存档备份，存于）
4. 1 2  探討公務員樓重建潛力 （页面存档备份，存于）《香港政府新聞網》 2013年2月3日
5. ↑  薪金低於總薪級表21點，而頂薪點低於25點（或採用第一標準薪級表）的文職人員，或任何員佐級紀律部隊人員）
6. ↑   (PDF).   [2020-08-18]. （原始内容存档 (PDF)于2019-02-14）. （页面存档备份，存于）
7. ↑  .   [2020-08-19]. （原始内容存档于2019-10-29）. （页面存档备份，存于）
8. ↑  .   [2020-08-18]. （原始内容存档于2020-05-03）. （页面存档备份，存于）
9. ↑  .   [2020-08-18]. （原始内容存档于2020-05-03）. （页面存档备份，存于）
10. ↑  屋宇建設委員會1972-1973年度報告書，第三章
11. ↑  .   [2020-08-19]. （原始内容存档于2020-01-30）. （页面存档备份，存于）
12. ↑  薪金為總薪級表45點或以上的本地公務員，或符合資格的外籍公務員
13. 1 2   (PDF).   [2020-08-19]. （原始内容存档 (PDF)于2017-09-22）. （页面存档备份，存于）
14. ↑  . 香港01. 2018-10-11  [2020-08-19]. （原始内容存档于2021-08-06）. （页面存档备份，存于）
15. ↑  . 太陽報. 2014-04-17  [2020-08-19]. （原始内容存档于2014-04-23）. （页面存档备份，存于）
16. ↑  . 東方日報. 2013-06-03  [2020-08-19]. （原始内容存档于2019-02-06）. （页面存档备份，存于）

## 外部連結
- 香港公務員利用「財技」領租津，早年甚普遍 （页面存档备份，存于）